# Іван Іванович Корецький
Іва́н Іва́нович Ко́рецький (пом. після 1517) — волинський князь, що походить з литовсько-руського роду Гедиміновичів. Родове гніздо Корець.

## Біографія та діяльність
Князь Іван Корецький син Івана Васильовича князя Корецького, намісника красносільського (1492). Вперше з'являється на арені своєї діяльності у 1512 році, разом з братом Федором Івановичем князем Корецьким отримує маєток Торговиця. 2 липня 1517 року Іван Іванович князь Корецький з дружиною Федькою продали Федору Михайловичу князю Чорторийському своє вотчине володіння Суськ за 25 коп грошей. Серед свідків угоди князевич Михайло Полубенський, Олехно Ленкович Шпаківський, намісник великого гетьмана литовського Костянтина Острозького у Заборолі Михайло Григорович Дручанин та інші. Угоду було складено в селі Рубче.
Іван Корецький у шлюбах з N Федькою та Софією Ходкевичівною. Єдиною з відомих його спадкоємиць є донька Ганна Іванівна Корецька. Вона отримала від батька у спадок частину Корця та маєток Торговиця. Приблизно у 1520-х роках вийшла заміж за Івана Васильовича князя Масальського, рід якого є однією з відгалужених гілок чернігівських Ольговичів. Оселившись тут він заклав волинську гілку роду Масальських. У пописі війська Великого князівства Литовського він називався як — князь Іван Масальський-Корецький, де виставляв до служби 8 коней.  Разом з Ганною Корецькою згадується у 1532 році, коли король Зиґмунд І Старий дозволив їм продати частину Корця для двоєрідного брата княгині — Богуша Федоровича князя Корецького. 